# Richard Reisner
Richard Reisner (14. prosince 1903 Praha – 4. dubna 1944) byl za druhé světové války účastník protinacistického odboje. Při zatýkání gestapem spáchal sebevraždu.

## Život
Richard Reisner se narodil 14. prosince 1903 v Praze. Za protektorátu pracoval jako obchodní zástupce firmy vyrábějící lékárenský žaludeční likér Jakamarus. Byl jedním z nejaktivnějších účastníků domácího odboje, blízký spolupracovník doc. Vladimíra Krajiny a přítel a spolupracovník bratrů Václava, Zdeňka, Bedřicha a Otty Linhartových. Byl členem Obrany národa (ON). Spolupracoval také s chemikem dr. Jiřím Rentzem, synovcem lékárníka (autora receptury likéru Jakamarus) dr. Aloise Kříže. Jiří Rentz vyrobil pro odbojáře na žádost Richarda Reisnera 15 smrtících ampulek cyankáli.
V září 1942 se na Richarda Reisnera obrátil Otto Linhart, který se od zatčení svého bratra Zdeňka Linharta skrýval v ilegalitě. Richard Reisner mu zajistil nový bezpečný úkryt u rodin Ježkových a Křížových v Kamenici nad Lipou, kde se Otto skrýval až do února 1944.
V roce 1943 se k odbojové skupině okolo Richarda Reisnera připojili pplk. Václav Novák a Jaroslav Syrovátka.
Poté, co mu gestapo přišlo na stopu, spáchal Richard Reisner při zatýkání 4. dubna 1944 sebevraždu. Otrávil se jednou z ampulek cyankáli od dr. Renze. Korespondence s Karlem Ježkem nalezená u něj v bytě vedla k zatčení rodiny Ježkových v Kamenici nad Lipou.

## Galerie

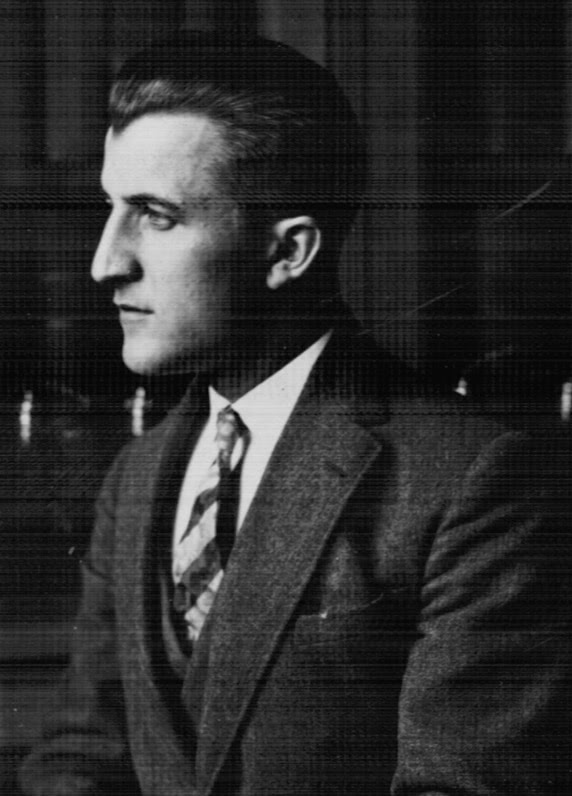
doc. Vladimír Krajina, blízký spolupracovník Richarda Reisnera
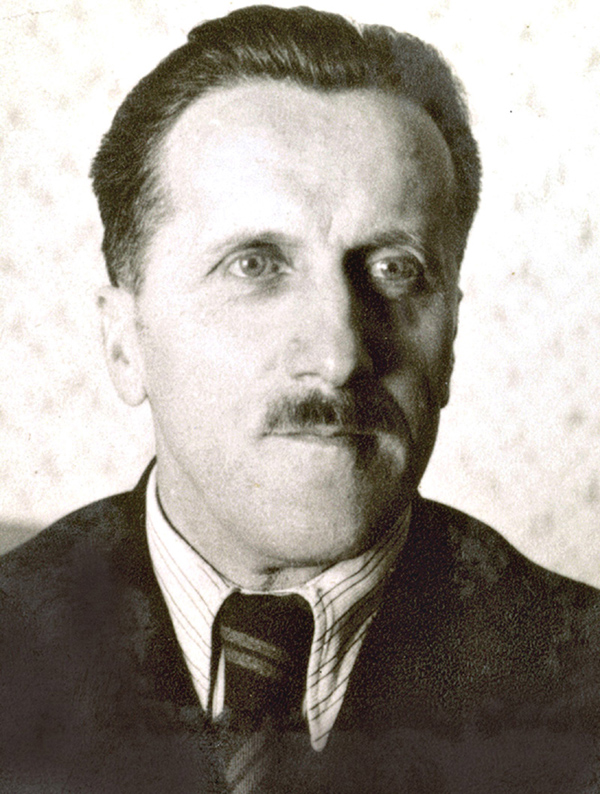
Otto Linhart, blízký spolupracovník Richarda Reisnera